# После свадьбы (фильм, 2019)
«После свадьбы» (англ. After the Wedding) —  американский драматический фильм Барта Фрейндлиха, ремейк одноимённой картины 2006 года датского режиссёра Сюзанны Бир, номинированной на премию Оскар как лучшая лента года на иностранном языке. 
Главные роли в новой версии исполнили Мишель Уильямс, Джулианна Мур и Билли Крудап.

## Сюжет
Изабель (Мишель Уильямс), соучредитель приюта в Индии, посвятила свою жизнь помощи другим. Она узнает, что женщина, возглавляющая многомиллионную корпорацию (Джулианна Мур), готова пожертвовать ей огромную сумму. Их встреча в Нью-Йорке проходит успешно, но все меняется, когда Изабель случайно встречает её мужа (Билли Крудап). Она ещё не знает, что кто-то начал игру чужими судьбами, где правда окажется опаснее лжи…

## В ролях
| Актёр          | Роль          |
| -------------- | ------------- |
| Мишель Уильямс | Изабель       |
| Джулианна Мур  | Тереза Янг    |
| Билли Крудап   | Оскар Карлсон |
| Эбби Куинн     | Грейс         |
| Уилл Чейз      | Фрэнк         |

## Производство
Продюсеру Джоэлу Б. Майклсу пришлось побороться за права на картину с более крупными продюсерскими компаниями, и к середине 2007 года он добился успеха. Дождавшись черновой версии сценария, на протяжении нескольких лет Майкл искал подходящего режиссёра. В 2016-м друзья посоветовали ему обратиться к Барту Фрейндлиху. Джулианна Мур – жена Фрейндлиха - заинтересовалась возможностью исполнить роль в фильме, будучи неравнодушной к произведениям Сюзанны Бир, которая сняла оригинальный фильм. Было объявлено, что актриса сыграет в американском ремейке «После свадьбы» в феврале 2018 года. Тогда же стало известно, что главные роли сменились с мужских на женские (в сравнении с кастом оригинальной ленты). Затем к актёрскому составу присоединилась Дайан Крюгер, но в апреле 2018 её заменила Мишель Уильямс. В мае 2018 года к проекту присоединились Билли Крудап и Эбби Куинн.
Производство фильма «После свадьбы» началось в мае 2018 года.

### Съёмки: локации, костюмы
Картина частично снималась на Манхэттене, в отелях Bowery и Ludlow, в особняке известного ландшафтного дизайнера Сюзи Белл с видом на океан, а также в Индии, на юго-востоке города Карайкуди в провинции Тамил Наду, недалеко от экватора. По словам создателей, условия работы были нелегкими, было очень жарко и влажно, но это не помешало закончить работу в срок.
«Мы снимали на камеры Alexa 65, которые фиксируют изображение в разрешении 6,5К, – позже рассказал оператор картины Хулио Макат. – Когда смотришь в видоискатель, появляется ощущение чуда, словно научился дышать под водой. Картинка получается очень красивая и немного переэкспонированная. Было очень интересно снимать столь драматичный, почти интимный фильм на широкоугольник. Мы попробовали использовать белый свет, разбивая его на разные цвета. Это открыло для нас массу творческих находок, начиная с визуального изменения образа персонажа до создания необычных теней и отражений».
Для образа Изабель дизайнер костюмов использовал только распространенные в Индии оттенки, текстурированные ткани и аксессуары. Простота нарядов подчеркивалась мягкими красками цвета индиго и горчицы. В создании костюмов для Терезы, Оскара и Грейс использовались неброские, но дорогие ткани, чтобы показать богатство и обеспеченный комфорт, характерные для сильных мира сего. Костюмы для сцены свадьбы создавались с расчетом на то, чтобы персонажи гармонично вписывались в экстерьер сада, ключевой в сюжете локации.

## Релиз
Мировая премьера картины состоялась 24 января 2019 года на кинофестивале Сандэнс. 28 июня она стала фильмом открытия 54-го Международного кинофестиваля в Карловых Варах (Чехия). В России «После свадьбы» выйдет в прокат 26 сентября.
Локализованная версия трейлера фильма появилась в сети в конце июня.